# Конный спорт на летних Олимпийских играх 1984
Соревнования по конному спорту на летних Олимпийских играх 1984 проходили с 29 июля по 10 августа. В соревнованиях приняли участие 157 спортсменов из 30 стран. Они разыграли шесть комплектов медалей — в личных и командных соревнованиях по выездке, конкуру и троеборью.
Соревнования прошли на ипподроме «Санта-Анита Парк» в городе Аркейдия. К Олимпиаде здесь возвели временные трибуны на 23 000 мест. Турнир по троеборью прошёл в клубе «Фэрбанкс Ранч» на Ранчо-Санта-Фе.

## Медали

### Общий зачёт
| Общее количество медалей |                |        |         |        |       |
| Место                    | Страна         | Золото | Серебро | Бронза | Всего |
| 1                        | США            | 3      | 2       | 0      | 5     |
| 2                        | ФРГ            | 2      | 0       | 2      | 4     |
| 3                        | Новая Зеландия | 1      | 0       | 0      | 1     |
| 4                        | Великобритания | 0      | 2       | 1      | 3     |
| 5                        | Швейцария      | 0      | 1       | 2      | 3     |
| 6                        | Дания          | 0      | 1       | 0      | 1     |
| 7                        | Швеция         | 0      | 0       | 1      | 1     |

### Медалисты
| Дисциплина                             | Золото | Серебро | Бронза |
| Индивидуальная выездка см. подробнее   | Райнер Климке на Алерих ФРГ                                                                                                 | Анн Грет Йенсен-Торнблад на Марцог Дания                                                                                                | Отто Хофер на Лимандус Швейцария                                                                                      |
| Командная выездка см. подробнее        | ФРГ · Райнер Климке на Алерих · Уве Зауэр на Монтевидео · Херберт Круг на Маскадор                                          | Швейцария · Отто Хофер на Лимандус · Кристин Штюкельбергер на Танзанит · Ами-Катерин де Бари на Айнтри                                  | Швеция · Улла Хоканссон на Фламинго · Луиз Натхорст на Инферно · Ингамай Билунд на Алекс                              |
| Индивидуальный конкур см. подробнее    | Джозеф Фаргис на Тач оф Класс США                                                                                           | Конрад Хомфельд на Абдулла США | Хейди Роббиани на Джессика В Швейцария                                                                                |
| Командный конкур см. подробнее         | США · Джозеф Фаргис на Тач оф Класс · Конрад Хомфельд на Абдулла · Лесли Барр-Ховард на Албани · Мелани Смит на Калипсо     | Великобритания · Майкл Уитакер на Овертон Аманда · Стивен Смит на Шайнинг Экзампл · Джон Уитакер на Райан’с Сон · Тимоти Грабб на Линки | ФРГ · Пауль Шоккемёле на Дейстер · Петер Лютер на Ливиус · Франке Слотхак на Фармер · Фриц Лиггес на Рамзес           |
| Индивидуальное троеборье см. подробнее | Марк Тодд на Харизма Новая Зеландия                                                                                         | Карен Стивс на Бен Артур США | Вирджиния Холгейт на Прайслесс Великобритания                                                                         |
| Командное троеборье см. подробнее      | США · Майкл Пламб на Блю Стоун · Карен Стивс на Бен Артур · Торранс Флейшманн на Финварра · Брюс Дэвидсон на Джей Джей Бабу | Великобритания · Вирджиния Холгейт на Прайслесс · Ян Старк на Оксфорд Блю · Диана Клэпем на Винджаммер · Люсинда Грин на Регал Реалм    | ФРГ · Беттина Овереш на Пистайм · Буркхард Тесдорпф на Фридом · Клаус Эрхорн на Фейр Леди · Дитмар Хогрефе на Фолиант |